# Mount Wilson (Nevada)
Pour les articles homonymes, voir Mount Wilson.
Mount Wilson est une census-designated place (CDP) située dans le comté de Lincoln, dans l’État du Nevada, aux États-Unis. D'après le recensement de 2020, sa population est de 26 habitants.